# 473. strelska divizija (ZSSR)
473. strelska divizija (izvirno rusko 473. стрелковая дивизия; kratica 473. SD) je bila strelska divizija Rdeče armade v času druge svetovne vojne.

## Zgodovina
Divizija je bila ustanovljena decembra 1941 in 8. januarja 1942 preoblikovana v 75. strelsko divizijo.